# Pine Bluff
Pine Bluff ist eine Stadt im Jefferson County im US-Bundesstaat Arkansas, Vereinigte Staaten. Das U.S. Census Bureau hat bei der Volkszählung 2020 eine Einwohnerzahl von 41.253 ermittelt. Pine Bluff ist Sitz der County-Verwaltung. Das Stadtgebiet hat eine Größe von 121,3 km².
In der Stadt hat die University of Arkansas at Pine Bluff ihren Sitz.

## Geschichte
Nachdem 1824 ein Vertrag mit den Quapaw-Indianern zustande kam, nach dem diese auf alle Gebietsansprüche in Arkansas verzichteten, kam die erste nennenswerte Gruppe von weißen Siedlern in die Gegend. 1829 ließ sich der erste von ihnen am Ort des heutigen Pine Bluff nieder. Am 13. August 1832 wurde der Ort zum Verwaltungssitz des gut zwei Jahre zuvor eingerichteten Jefferson County bestimmt und am 8. Januar 1839 offiziell als Gemeinde registriert.
In den folgenden Jahren profitierte das Wachstum des direkt am Arkansas River gelegenen Ortes von guten Transportmöglichkeiten, insbesondere den leistungsfähiger werdenden Dampfschiffen. Während des Sezessionskrieges kamen nach der Emanzipations-Proklamation zahlreiche farbige Flüchtlinge nach Pine Bluff. Vom Krieg nachhaltig erholen konnte sich der Ort erst, nachdem er 1873 an das Eisenbahnnetz angeschlossen und in den umliegenden Farmen die Baumwollproduktion wieder verstärkt aufgenommen wurde.
Gegen Ende des 19. Jahrhunderts gewann dann die Nutzholzgewinnung an Bedeutung in Pine Bluff, wo inzwischen auch Elektrizität und ein Telefonnetz vorhanden waren. Eine stabile Wasser- und Stromversorgung kam allerdings erst 1912 zustande.
Im 20. Jahrhundert wurde die Wirtschaft von Pine Bluff von zwei Katastrophen erschüttert: Im Jahre 1927 kam es aufgrund Deichbruchs zu einer Überflutung von weiten Teilen des Jefferson County, im Jahr 1930 folgte dann eine schwere Dürre. Daraus resultierende Missernten im Zusammenspiel mit der Great Depression führten zu einem teilweisen Zusammenbruch des Wirtschaftssystems im Ort.

### Bevölkerungsentwicklung
Entgegen dem Trend in der Region ist die Bevölkerungszahl von Pine Bluff zwischen 2000 und 2010 um 10,9 Prozent gesunken, während die meisten Städte in der Region ein Wachstum von meist 20 bis 40 Prozent im Zeitraum von 2000 bis 2010 aufweisen können. Dies hat verschiedene Ursachen. Die Metropolregion wurde 2009 vom Morgan Quitno Verlag zu der gefährlichsten Metropolregion der USA gewählt.
In der Liste der 10 ärmsten und gefährlichsten Städte der USA tauchte die Stadt 2010 beim Wirtschaftsmagazin Forbes auf. Dieser Zustand herrscht in der Stadt bereits seit einer gewissen Zeit und dürfte der absolute Hauptgrund für die Abwanderung sein.
Die weltweite Wirtschaftskrise hat die ohnehin arme Stadt besonders hart getroffen und die Lage derart verschlimmert, dass sie in den entsprechenden Listen auftauchte, obwohl es eine sehr kleine Stadt für US-Verhältnisse ist. Hinzu kommt, dass bei der Volkszählung im Jahr 2000 der Anteil der Afroamerikaner in der Stadt bei 65,85 % lag – der Durchschnitt in Arkansas lag 2010 bei 15,4 % und in den gesamten USA bei 13,1 %.

## Verkehr
Pine Bluff ist von einem Autobahnring umgeben, der von der Interstate 530 und dem U.S. Highway 65 gebildet wird. Mit der I-530 gibt es eine Verbindung nach Little Rock. Durch die Stadt verlaufen außerdem die U.S. Highways 79 und 270.
Die Stadt ist Betreiber des Flughafens Grider Field Airport (ICAO-Code KPBF), der etwa 8 Kilometer südöstlich des Stadtzentrums liegt.

## Söhne und Töchter der Stadt
- J. Mayo Williams (1894–1980), Musikproduzent
- Richard Flournoy (1900–1967), Drehbuchautor
- John S. Thach (1905–1981), Marinejagdpilot im Zweiten Weltkrieg und späterer Admiral der United States Navy
- Peggy Shannon (1907–1941), Schauspielerin
- Bill Carr (1909–1966), Sprinter und Olympiasieger
- Casey Bill Weldon (1909–nach 1960), Bluesmusiker
- Don Hutson (1913–1997), Footballspieler
- Kay Linaker (1913–2008), Schauspielerin
- Martha Mitchell (1918–1976), Gattin von John N. Mitchell, nach der der Martha-Mitchell-Effekt benannt wurde
- Leo Branton Jr. (1922–2013), Rechtsanwalt
- Junior Collins (1927–1976), Jazz-Hornist
- James R. Hildreth (1927–2022), Generalmajor der United States Air Force
- Les Spann (1932–1989), Jazzmusiker
- Larry Davis (1936–1994), Bluesmusiker
- Joseph Jarman (1937–2019), Jazzmusiker
- Jay Dickey (1939–2017), Politiker
- Dallas Long (1940–2024), Kugelstoßer und Olympiamedaillengewinner
- Kenneth Johnson (* 1942), Drehbuchautor, Film- und Fernsehregisseur sowie -produzent
- Charles Greene (1945–2022), Leichtathlet und Olympiasieger
- Camille Keaton (* 1947), Schauspielerin
- Mary Ann Swenson (* 1947), Bischöfin der United Methodist Church
- Joe Barry Carroll (* 1958), Basketballspieler
- Fat Lever (* 1960), Basketballspieler
- Willie Roaf (* 1970), Footballspieler
- Torii Hunter (* 1975), Baseballspieler
- Mary Matilyn Mouser (* 1996), Schauspielerin

Geburtsjahr unbekannt:
- Jason Davis (* 20. Jahrhundert), Schauspieler und Filmproduzent